# ナジュド及びハッサ王国

ナジュド及びハッサ王国
إمارة نجد والأحساء

1913年時点のナジュド及びハッサ王国の領土

ナジュド及びハッサ王国、ナジュド及びハサー首長国（ナジュドおよびハッサおうこく、Emirate of Nejd and Hasa）は、サウジアラビアに1902年から1921年まで存在した国家である。3番目のサウード家の国家で絶対君主制であった。リヤド首長国とも呼ばれる。

## 歴史
この国は1902年、サウード軍がリヤドの戦いでラシード家のジャバル・シャンマル王国から第二次サウード王国の本拠地リヤドを奪還した時に設立された。そして、この国家はさらに征服をしていき、1921年にナジュド・スルタン国となった。